# Liste des bases de l'OTAN en France
Il n'y a plus aucune base de l'OTAN en France depuis 1967. Celles qui s'y trouvaient étaient pour la plupart des reliques des installations mises en place par les alliés à la fin de la Seconde Guerre mondiale.

Carte des bases aériennes de l'OTAN en France jusqu'en 1966.

De la Seconde Guerre mondiale jusqu'en 1967, la France avait en effet sur son territoire métropolitain plusieurs bases militaires utilisées par ses alliés occidentaux de l'OTAN, essentiellement par les forces armées des États-Unis qui disposaient d'un total de 187 complexes en 1967. Elles furent fermées ou rétrocédées à l'armée française après la décision du général de Gaulle de retirer la France du commandement militaire intégré le 7 mars 1966. Le retrait total des forces de l'OTAN fut effectif au cours de l'année 1967.

## Centres de commandement
Lorsque le Conseil de l'OTAN se réunit à New York le 15 septembre 1950, Paris est choisi comme siège du quartier général, en raison surtout de sa position centrale et de ses excellents moyens de communications.
Situé au 13, Belgrave Square à Londres puis à Paris à partir de 1952, le siège politique de l’Alliance atlantique occupe initialement des locaux temporaires au palais de Chaillot. Le siège est ensuite transféré sur un terrain porte Dauphine offert par la France en avril 1954 avec l’inauguration du « Palais de l’OTAN » (actuelle Université Paris-Dauphine) en 1959, celui-ci fut bâti entre 1955 et 1959 sur les plans de l'architecte Jacques Carlu. Il quitte la capitale française pour s'installer boulevard Léopold III à Bruxelles en décembre 1966. Mais les locaux du Trocadéro ne furent détruits qu'en 1967 et les bassins réhabilités longtemps après. 
L'hôtel Astoria, situé alors sur l'avenue des Champs-Élysées, près de la place de l'Étoile, est mis à la disposition du commandement militaire et rapidement aménagé pour recevoir les officiers américains qui doivent constituer le groupe de planning du Grand quartier général des puissances alliées en Europe (SHAPE selon son abréviation anglaise communément utilisé) arrivé le 1er janvier 1951 avec à sa tête le général Dwight David Eisenhower. Ils sont bientôt rejoints par les représentants de huit autres pays membres.
Le 2 avril 1951, le SHAPE commence à fonctionner. Les personnels de base occupent un local préfabriqué construit sur les bassins du Trocadéro et leurs statues art-décoratif. L'État-Major tient ses quartiers exigus à l'hôtel Astoria, qu'il ne quittera qu'au mois de juin. Il s'installe alors dans des bâtiments préfabriqués, construits en trois mois environ par le génie militaire français, sur un emplacement situé dans la région de Versailles, et dont la France avait fait don à l'OTAN. Il était situé au quartier de Villevert à Louveciennes (68 route de Versailles). Il disposait d'un bunker dans une ancienne carrière sous la commune du Mesnil-le-Roi au hameau de Carrières-sous-Bois.
Sa construction coûta 733 millions de francs français de l'époque et, à son inauguration, il comptait 183 officiers : 100 américains, 27 français, 26 britanniques, 10 italiens, 7 belges, 5 néerlandais, 3 danois, 3 norvégiens et 2 canadiens.
L'ancien siège de l'Union de l'Europe occidentale à Fontainebleau devient le commandement du théâtre Centre-Europe,.

## Agences de l'OTAN
En 2011, avant une profonde restructuration de l'Alliance Atlantique qui fera amalgamer ses agences dans quelques structures plus vastes, on compte sur le territoire français trois sièges d'agences de l'OTAN :
- La CEPMA - Central Europe Pipeline Management Agency, à Versailles, qui a pour fonction d'assurer le contrôle opérationnel et technique du réseau Centre-Europe des oléoducs de l'OTAN.

- La NAHEMA - NATO Helicopter Design Management Agency, créée en 1992 à Aix-en-Provence qui gère la conception, le développement, la production et la logistique du NHIndustries NH90.

- La RTA - Research and Technology Agency, à Neuilly-sur-Seine, responsable de la coordination de la recherche technologie pour la Défense, ainsi que de la conduite et de la promotion de la recherche en coopération.

## Bases aériennes

### Bases aériennes de l'US Air Force

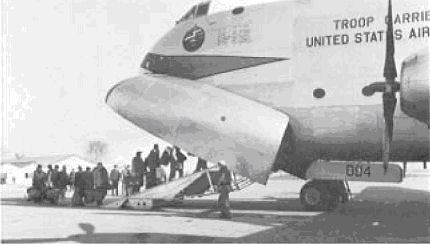
Militaires français embarquant à bord d'un Douglas C-124 Globemaster II américain à Paris-Orly Air Base le 3 mai 1954 à destination de l'Indochine.

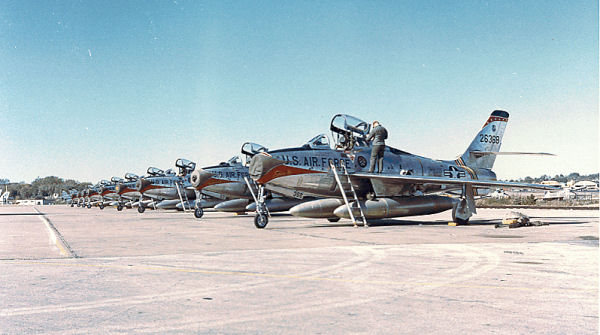
Republic F-84F du 110th Tactical Fighter Squadron à Toul-Rosières Air Base venus en renfort pendant la Crise de Berlin en 1961/1962.

L'United States Air Forces in Europe avait à sa disposition les bases suivantes :
- Bordeaux-Mérignac Air Base, première base confiée à l'USAFE, en octobre 1950[15]
- Chambley-Bussières Air Base
- Chaumont-Semoutiers Air Base
- Dreux-Louvilliers Air Base
- Étain-Rouvres Air Base
- Évreux-Fauville Air Base
- Châteauroux-Déols Air Base
- Damblain Air Base
- Laon-Couvron Air Base
- Paris-Orly Air Base
- Phalsbourg-Bourscheid Air Base
- Toul-Rosières Air Base

Les bases d'Évreux-Fauville (actuelle BA 105), de Nancy-Ochey (actuelle BA 133), de Phalsbourg (actuel quartier La Horie) et d'Étain-Rouvres (actuelle base lieutenant Étienne Mantoux) sont toujours utilisées soit par l'Armée de l'air française soit par l'Aviation légère de l'Armée de terre. La base de Chaumont (actuel quartier général d'Aboville) accueille le 61e régiment d'artillerie de l'Armée de terre.

### Bases aériennes de l'Aviation royale du Canada

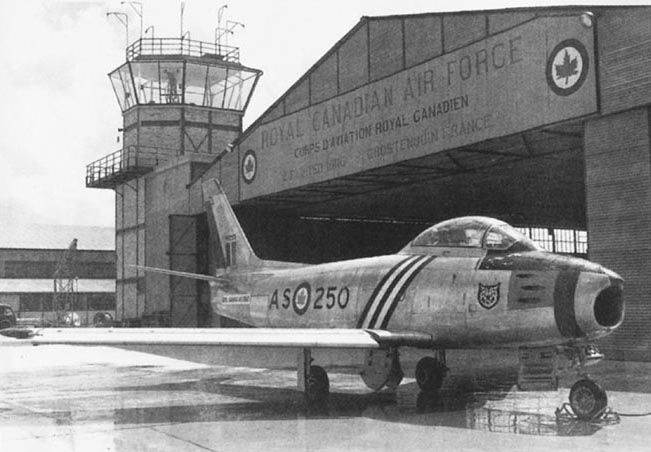
Canadair Sabre Mk 5 du No. 416 Squadron canadien à Grostenquin en 1953.

La 1re Division aérienne de l’Aviation royale du Canada était déployée sur les bases suivantes :
- Quartier général : Château de Mercy à cinq kilomètres au sud-est de Metz,
- Base aérienne Grostenquin
- Base aérienne Marville
- Metz : 61e Escadron de contrôle aérien et d’alerte[16].

L'aérodrome de Rocroi-Regniowez construit en 1956 sert de base aérienne de dispersion pour la 1re Escadre.
La base de Grostenquin fait aujourd'hui partie du Polygone de Guerre Électronique.

### Bases opérationnelles de désserrement, France
Outre les bases aériennes principales, l'United States Air Force in Europe stationnait sur des terrains secondaires.

#### Châlons-Vatry
Châlons-Vatry est située dans le département de la Marne, à environ 140 km à l'est de Paris, et à 120 km au nord-ouest de Chaumont.
La construction débute en 1953, la base étant prévue pour recevoir 50 chasseurs. Trois grands hangars sont construits. En 1956 la construction est terminée et le Det #2 du 48th Air Base Group de l'USAF, jusque-là stationné à Chaumont-Sémoutiers, s'y déploie. Des avions en provenance du 21st, 49th et 388th Fighter-Bomber wings viennent s'ajouter temporairement à ceux du 48th FBW déployée, généralement par relève d'un escadron de chasse à la fois. Par la suite, les 492nd, 493rd and 494th TFSs, en provenance de Chaumont, seront déployés à leur tour sur la base.
En 1959, la base de Châlons-Vatry est mise en sommeil et tous les matériels, munitions et pièces de rechange sont expédiés vers la base soutien de Chaumont et le détachement stationné est désactivé. Le soutien est transféré au 7544th Support Group et au U.S. Army's 150th Medium Tank Company, en 1960.
En 1967 la plate-forme est rétrocédée à l'Armée de l'air française et utilisée comme terrain d'entraînement pour le transport aérien.
Aujourd'hui, l'aéroport de Vatry constitue une plateforme internationale de fret aérien.

#### Lunéville-Chenevières
Située sur le territoire des communes de Chenevières et de Saint-Clément, à proximité de Lunéville en Lorraine, la base est construite au milieu des années 1950. Elle a été utilisée comme terrain de dispersion par l'United States Air Force in Europe jusqu'en 1964.
Renommée quartier Lasalle par l'Armée française, elle a accueilli le 3e régiment de cuirassiers de 1968 à 1998. Elle est aujourd'hui utilisée par le 53e régiment de transmissions et par le Polygone de Guerre Électronique.

#### Vouziers-Séchault
En 1952 débute la construction d'une plateforme aérienne par l’OTAN, les travaux ont duré cinq ans. Construite à l'origine comme base auxiliaire (Dispersed Operating Base) pour l'USAF en 1952, elle n’a été utilisée que peu de temps par la Force aérienne du Canada. Elle est déclassée en 1969.
En 1972, la vocation du terrain change pour devenir un terrain d’exercices et c’est en 1973 que le 15e régiment du génie de l'air prend possession du site en installant l’équivalent d’un groupe. De 1973 à 1986, le terrain est utilisé par les unités de l’armée de terre pour des manœuvres et par les unités du Génie de l'Air pour la mise au point de la méthode française de réparation rapide de piste (opération rustine). En 1986, l’effectif augmente pour atteindre 30 personnes, l’E.C. NEDEX[Quoi ?], appartenant au même commandement, utilise les infrastructures.
En 1998, le détachement prend sa forme actuelle, il fait partie territorialement de la B.A. 112, la partie soutien est assurée par une unité de l’armée de l’air, la partie fonctionnelle et opérationnelle est assurée par l’unité appartenant à la S.D.G.A. (Génie de l'Air). En 2005, l’unité G.A. (Génie de l'Air) est transférée au B.I.O.[Quoi ?] Elle rejoint le régiment en 2007.

### Pistes de secours
Dix plates-formes de moindre importance, le plus souvent héritées de la Seconde Guerre mondiale, furent également réhabilitées par le gouvernement français. Constitués d'une piste et dotés d'équipements sommaires, ces terrains pouvaient être utilisés par toute force aérienne de l'OTAN pour y déployer ses aéronefs en cas de conflit.
Ces plates-formes étaient :
- Cambrai-Épinoy 50° 13′ 09″ N, 3° 09′ 08″ E
- Cambrai-Niergnies 50° 08′ 33″ N, 3° 15′ 54″ E
- Saint-Simon-Clastres 49° 45′ 00″ N, 3° 13′ 00″ E
- Laon-Athies 49° 34′ 00″ N, 3° 45′ 00″ E
- Saint-Nazaire-Montoir 47° 18′ 44″ N, 2° 08′ 57″ O
- Beauvais-Tillé 47° 27′ 16″ N, 2° 06′ 46″ E
- Saint-Quentin-Estrées 49° 53′ 00″ N, 3° 03′ 00″ E
- Nancy-Ochey 47° 34′ 59″ N, 5° 57′ 18″ E
- Metz-Frescaty 49° 04′ 18″ N, 6° 07′ 54″ E
- Épinal-Mirecourt 48° 19′ 30″ N, 6° 04′ 12″ E

## Logistique
L'organisation logistique installée en France par les forces américaines pour ravitailler les forces alliées en Europe à partir de 1950 est conséquente.
L'United States European Command (créé en 1952) utilise entre autres le port de La Palice à La Rochelle, de Bassens à Bordeaux, de Nantes et de Donges à Saint-Nazaire.

### Pipelines

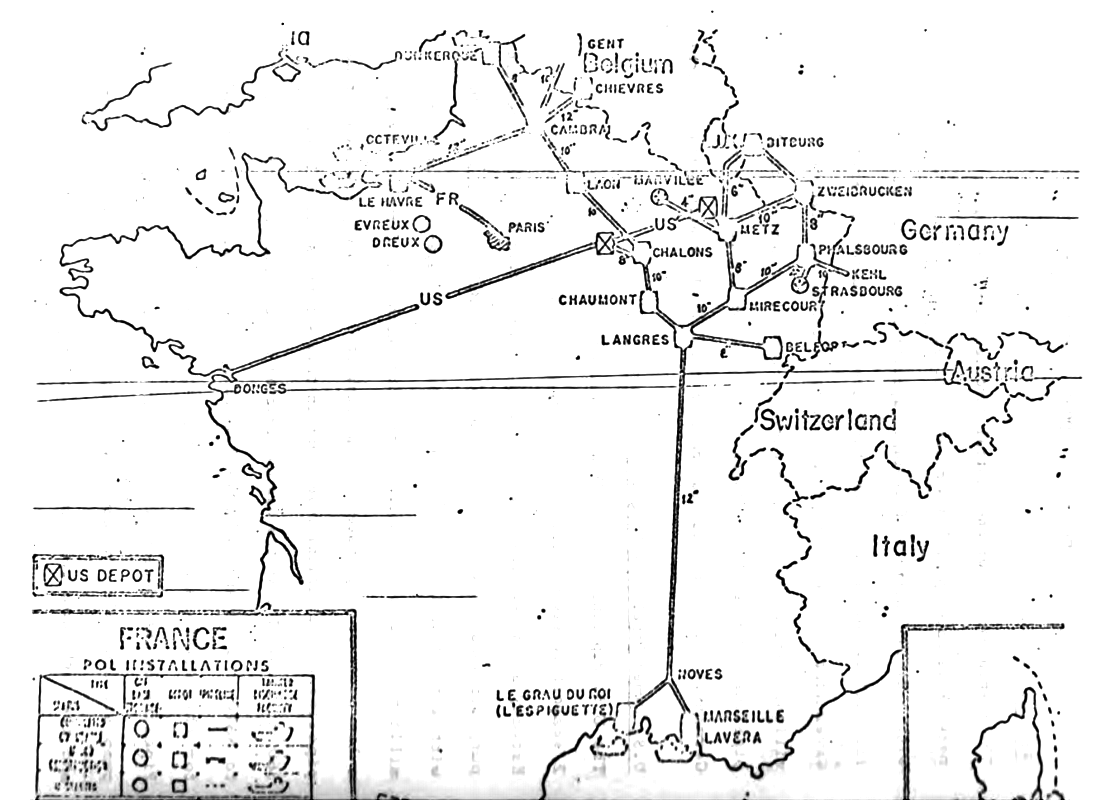
Le réseau de pipelines de l’OTAN en 1970.

À partir de 1958, le réseau de pipelines de l’OTAN pour l'approvisionnement de ses moyens militaires se met en place, il comporte un total de dix réseaux faisant au total 11 500 km de pipelines traversant 13 pays auquel il faut ajouter les dépôts connexes, les bases aériennes raccordées, les aéroports civils, les stations de pompage, les raffineries et les points d’entrée. Ce réseau n'a pas été touché par le retrait de la France du commandement intégré en 1967. Les forces armées sont les premiers destinataires mais ils n’utilisent que moins de 10 % des carburants en temps de paix et les 90 % restants sont destinés à des clients civils.
Le réseau d'oléoducs en Centre-Europe (CEPS) est avec ses 5 100 km de pipelines le plus grand de ses réseaux ; il couvre l’Allemagne, la Belgique, la France, le Luxembourg et les Pays-Bas. Il est placé sous l’autorité du Comité de direction de l’Organisation de gestion des oléoducs en Centre‑Europe (CEPMO). La gestion quotidienne du CEPS est assurée jusqu'en 2012 par l’Agence de gestion des oléoducs en Centre‑Europe (CEPMA) installé à Versailles, qui est l’organe exécutif de la CEPMO. Depuis le 1er juillet 2012, l’Agence OTAN de soutien – désormais connue sous le nom d’Agence OTAN de soutien et d’acquisition – la remplace.
En même temps que l'exploitation de son propre réseau civil (LHP), la société française Trapil a reçu pour mission d'étudier et de construire entre 1953 et 1962, puis d'exploiter et de gérer « par ordre et pour le compte de l'État » :
- les infrastructures du réseau des Oléoducs de Défense Commune (ODC)[21], réseau français des oléoducs d'Europe centrale de l'OTAN.

- le pipeline Donges-Melun-Metz (DMM), conçus pour répondre aux préoccupations militaires de l'immédiat après-guerre. À l'origine propriété de l'armée américaine, le DMM a été rétrocédé en 1967 à l'État français, qui en a alors confié son exploitation à Trapil, y compris pour une utilisation civile.

En parallèle avec l'exploitation de son réseau civil LHP et des réseaux militaires ODC et DMM, TRAPIL s'est vu confier les opérations relatives à l'exploitation, à la surveillance et à l'entretien des installations appartenant à la Société des Pipelines Méditerranée-Rhône (SPMR) destinées au transport des produits finis depuis le secteur de Fos-sur Mer vers la région Rhône-Alpes et la zone de Genève, à partir du 1er janvier 1968.
En 1970, la partie française du réseau CEPS comprend 2 179 km de pipeline, 17 dépôts de stockage avec une capacité de 4 218 000 barils (690 314 m3) et 6 installations de déchargement de navires-citernes. Les divisions 1 et 3 sont gérées pour le compte du gouvernement français par la société Trapil et la division 2 est dirigée par du personnel militaire.
Le point d'entrée du réseau Centre-Europe se situe au port du Havre où il est géré par la Compagnie Industrielle Maritime, les raccordements au terminal pétrolier de Fos-sur-Mer et des aéroports de Lyon sont à l’étude dans les années 2000.
Un désaccord entre les États-Unis et la France entraîna, à effet du 31 août 1993, la cessation des activités de transport et de stockage et la cession à la France des installations du système DMM. À la suite d'un appel d'offres, le 1er octobre 1994, l'État français a concédé l'exploitation du DMM à la Société Française du Donges-Metz (SFDM), filiale de Bolloré Énergie et créée à cet effet. Le 28 février 1995 un contrat délégua l'exploitation à Trapil. Il a ensuite été dénoncé et depuis le 1er janvier 1999 SFDM exploite seul ce réseau.

### Liste de dépôts des forces armées américaines en France
Liste au 16 août 1954 :
- Munitions
  - Trois-Fontaines (Marne)
  - Captieux (Gironde)

- Matériel
  - Forêt de Haye (proche de Nancy en Meurthe-et-Moselle)
  - Rochefort-sur-Mer (Charente-Maritime)

- Génie
  - Croix-de-Metz (proche de Toul en Meurthe-et-Moselle)
  - Chinon (Indre-et-Loire)

- Intendance
  - Orléans (Loiret)
  - Saint-André-de-l'Eure (Eure)
  - Bussac-Forêt (Charente-Maritime)
  - Périgueux (Dordogne)
  - La Braconne (Charente)
  - Ingrandes (Vienne)

- Transmissions
  - Saumur (Maine-et-Loire)
  - Fontenet (Charente-Maritime)

- Chimique
  - Sampigny (Meuse)

- Sanitaire
  - Vassincourt (Meuse)
  - Vitry-le-François (Marne)
  - La Roche-sur-Yon (Vendée)
  - Croix-Chapeau (Charente)

- Hôpital militaire
  - Chinon (Indre-et-Loire)
  - Poitiers (Vienne)
  - Verdun (Meuse)
  - Toul (Meurthe-et-Moselle)
  - Orléans (Loiret)

- Villefranche-sur-Mer (Alpes-Maritimes), port d'attache de la Sixième flotte des États-Unis de 1953 à 1967

## Vie quotidienne dans les bases

### Logements
À la mi-1953, le gouvernement américain fait construire 300 unités d'habitation familiale à Orléans. 
En décembre 1954, il lance la construction de 234 maisons de deux étages à Nancy, Poitiers, Metz, Ingrandes, La Rochelle et Bordeaux. 
En 1955, la construction de 984 logements, dont 300 à Orléans est autorisée. Mais les premiers logements sont petits, mal entretenus et chers.
Une nouvelle solution est trouvée en mai 1957 : le gouvernement américain signe un contrat avec le consortium franco-américain formé par la Compagnie Immobilière Marc Rainaut et la Bunge corporation pour la construction de lotissements à l'américaine, ou « housing areas », (sans barrières entre les propriétés, toit à 4 pans et de plain-pied, minimum 80 m2, maximum 16 maisons à l'hectare) autour de ses installations militaires en France. 3 000 unités d'habitations ont été construites dans 18 communes françaises de 1957 à 1963[réf. nécessaire]. Elles ont parfois été ouvertes à l'achat pour la population française dès 1960. 
À partir de 1967, après le départ des militaires américains, des Français se sont portés acquéreurs des maisons restantes. Premiers exemples de l'urbanisme américain en France, elles ont constitué des vitrines de l'American way of life. La plupart des lotissements compte dans les années 2000 des associations de résidents qui tendent parfois à préserver l'originalité des quartiers « américains ».
- Pershing Village à Chaumont, en Haute-Marne
- Lafayette Village à Chaumont, en Haute-Marne
- Les Clairs Chênes à Étain dans la Meuse
- Lafayette Village à Ingrandes dans la Vienne
- Lafayette Village à Évreux dans l'Eure
- Village de la Forêt à Évreux (rue de Washington)
- Rochambeau Village à Chinon
- Résidence du Petit-Breuil, Cité Bellejouanne et Châlons à Poitiers
- La Durandière Village à Beaumont-en-Véron près de Chinon
- Defontaine Village à Achères-la-Forêt près de Fontainebleau, housing area du AFCEN
- Best Village à Verdun (En l'honneur du soldat français Louis Best[29])
- Kennedy Village à Verdun
- Cité de Touvent à Châteauroux
- Cité de Brassioux à Déols (Châteauroux)
- Cité Maréchal Foch à Olivet (au sud d'Orléans)
- Saint Jean de la Ruelle housing area Domaine de la Petite Espère à Saint-Jean-de-la-Ruelle (à l'ouest d'Orléans)
- Résidence Chabasse à Mornac (Charente) (Camp de la Braconne)
- Cité de Captieux
- Cité des Minimes à Châtellerault
- Cité Pradères à Bazas
- Résidence Clemenceau à Bussac-Forêt
- Regina Village à Toul
- Résidence Toulaire à Liverdun (Toul)
- Base Housing GRH (devenue Cité Marquette) à Laon (rues de l'Arkansas, du Québec, de la Nouvelle France, du Missouri, du Mississippi, de l'Acadie et de Montréal)
- Lotissement rue Sault Sainte Marie, lotissement des officiers, dit "Snob Hill" à Laon
- Cité des Grands Clos à Dreux
- Cité américaine (rue du Vallon, avenue Winston Churchill, avenue Jean Moulin) à Saint-Rémy-sur-Avre près de Dreux
- Cité Clark à Phalsbourg
- Cité Perkins à Sarrebourg
- Cité Bois-le-Duc à Vandoeuvre-lès-Nancy

### Écoles
Les installations militaires américaines comptaient des établissements scolaires financés par le département de la Défense des États-Unis. Ils ont compté jusqu'à 13 500 élèves et dispensaient un enseignement américain : écoles élémentaires (elementary school), des collèges (junior high schools) et des lycées (high schools) - externat ou internat -. Ils recevaient les filles et les garçons ensemble (contrairement à la France à l'époque) ainsi que les Blancs et les Noirs (contrairement à certains États américains à l'époque).
- Écoles élémentaires (elementary schools) : Bar-le-Duc, Beaulieu, Bayonne, Bordeaux, Braconne, Brienne-le-Château, Bussac, Captieux, Chambley, Châteauroux, Chaumont, Chinon, Chizé, Croix Chapeau, Dreux, Étain, Évreux, Fontaineblau, Fontenet, Paris, Ingrandes, Lafayette Chaumont, La Baule, La Chapelle-Saint-Mesmin, La Rochelle, Laon, Mérignac, Metz, Orly, Orléans La Forêt, Périgueux, Pessac, Phalsbourg, Rochefort, Saint Michel Évreux, Sampigny, Saumur, Soulac-sur-Mer, Saint-Jean-d'Angély, Saint-Nazaire, Toul, Toul-Rosières, Touvent Chateauroux, Trois-Fontaines, Vassincourt, Verdun, Villefranche-sur-Mer, Vitry-le-François.

- Collèges (junior high schools) : Châteauroux, Dreux, Évreux, Fontainebleau, La Rochelle, Laon, Paris, Pessac, Toul, Toul-Rosières

- Lycées (high schools) - externat - : Dreux, La Rochelle, Mérignac, Orléans, Paris (plus précisément Saint-Cloud, à l'emplacement des actuels lycée Santos-Dumont et American School of Paris), Poitiers, Rochefort, Toul, Verdun.

- Lycées (dormitory high schools) - internat - : Dreux, Orléans, Toul, Verdun.

### Commerces
- Les Post Exchange ou PX sur les bases de l'US Army et les Base Exchange ou BX ou encore AFEX sur les bases de l'US Air Force, réservés aux Américains, dépendaient de l'European Exchange Service et vendaient - hors taxes - des vêtements, des disques, de l'électroménager, des équipements de sport, tous les symboles de l'American Way of Life... mais aussi des parfums et des produits de beauté français.
- Les commissaries dépendaient directement du département de la Défense des États-Unis et vendaient - hors taxes - les produits alimentaires et les alcools.

### Cultes
Les aumôniers militaires protestants, catholiques et israélites disposaient ou partageaient des chapelles dans les installations militaires américaines. Les nombreuses dénominations protestantes américaines (anglicans, presbytériens, luthériens, baptistes, méthodistes...) étaient rassemblées au sein d'une seule aumônerie militaire protestante.

### Sports
Les militaires et leurs enfants pratiquaient leurs sports favoris : le baseball, le basket-ball et le football américain. Les équipes des trois sports portaient souvent le même nom sur chaque base : Nancy-Toul Dodgers, Laon Rangers, Etain Pioneers, Chaumont Mudhens ou Chambley Desert Rats, Bussac Broncos, Orleans Trojans, Poitiers Panthers, Verdun Falcons, Châteauroux Sabre, Evreux Yankees, Dreux Vikings, Toul Tigers, Phalsbourg Falcons, Metz Giants, Paris-American ou Paris Pirates. Les noms des équipes d'enfants et d'adolescents étaient déclinés à partir du nom des équipes adultes, tels les Chambleys Desert Mices (Petites souris du désert). Ils jouaient dans le cadre scolaire (équipes de collège et de lycée) ou associatif (Little League au baseball). Dans chaque sport, de nombreux appelés américains étaient d'anciens joueurs universitaires et/ou professionnels. Les bases et les établissements scolaires disposaient de terrains de sports et de gymnases.

#### Baseball et softball
En 1956, la conférence de baseball de l'Air Force en France compte cinq équipes : Chaumont, Etain, Laon et Fontainebleau. Chaumont l'emporte avec 5 victoires et 1 défaite. Une sélection de joueurs de la conférence de l'Air Force en France rencontre une sélection de celle en Allemagne, composée de joueurs des bases de Landstuhl, Hahn, Sembach, Spangdahlen, Pruem et Nubiburg.
Des équipes canadiennes des bases de Grostenquin et Marville ont participé à des tournois de baseball ou de softball. Le championnat de l'International League a réuni 4 équipes lorraines pour le compte de la Little League (Metz Little Giants, Grostenquin Maple Leafs, Etain Yankees et Chambley Rebels) en 1957.
L'équipe benjamine (11-12 ans) de baseball de Poitiers a représenté l'Europe lors des Little League World Series de 1962.

#### Football américain
Des rencontres avaient lieu dans le cadre de ligues telles la ligue de l'US Army ou la ligue de l'US Air Force qui opposaient les équipes des bases en France et en Allemagne de l'Ouest.

#### Basket-ball
Outre des rencontres entre bases, les équipes américaines ont pu rencontrer des équipes françaises. Les Desert Rats de Chambley, champion de France des bases américaines, rencontrent le club français du CSM Auboué, vainqueur de la coupe de France, le 19 mai 1956, le basket-ball étant le seul sport américain pratiqué en France.

#### Hockey sur glace
Les Canadiens disposaient de patinoires et d'équipes de hockey sur glace dans leurs bases de Marville et de Grostenquin (équipe des Mapple Leafs/Feuilles d'érable de Grostenquin) qui participaient à un championnat avec les équipes des bases canadiennes en Allemagne (Deux-Ponts et Baden-Söllingen).

### Loisirs
Les Américains ont construit des terrains de jeux équipés de toboggans, de balançoires, de tourniquets et de cages-à-singes (dont une cage-à-singes en forme d'avion qui subsiste à Châteauroux) sur les bases et dans les lotissements américains, des équipements quasi inexistants à l'époque en France.
Les enfants des militaires fréquentaient souvent les unités scoutes des Boy Scouts of America (BSA) ou guides des Girl Scouts of the United States of America (GSUSA). En 1956, dans toute l'Europe, 4 000 garçons américains et 3 000 filles américaines participent aux activités de scoutisme et de guidisme du programme commun Army-Air Force, sous la direction du Transatlantic Council pour les scouts (fondé en 1950) et du USA Girl Scouts Overseas — North Atlantic pour les guides.
Les adolescents et adolescentes, qui ne pratiquaient pas ou plus le scoutisme et le guidisme, fréquentaient les youth centers, les centres de jeunes de l'American Youth Association ou des teen clubs indépendants.
Les femmes se réunissaient au sein des NCO wives club (club des femmes de sous-officiers) et des Officers wifes club (club des femmes d'officiers).
Les bases de Phalsbourg, Chambley et d'Evreux avaient un club de chasse et de pêche : le « Rod and Gun Club ».
Les installations militaires disposaient très souvent de bibliothèques, de salles de cinéma, de clubs d'hommes de troupe, de clubs de sous-officiers, de clubs d'officiers et de bowlings.
Des parcours de golf, comme ceux de Combles-en-Barrois, et le golf d'Orléans-Donnery, furent créés à l'usage des militaires de l'OTAN (à l'époque, la pratique de ce sport était très faible en France).

### Radio
Des stations de radio de l'American Forces Network émettaient autour des bases américaines.
En France une douzaine de stations, équipées de studios et de stations de contrôle, existaient, avec pour siège AFN Orléans. AFN diffusait de la musique, des shows, des nouvelles relayées depuis AFN Francfort, des émissions produites localement et des programmes destinés aux militaires américains stationnés en France et à leurs familles. Une équipe de reporters et de techniciens a été envoyée aux 24 heures du Mans en 1966, l'année où le constructeur américain Ford a battu l'italien Ferrari. AFN France émettait en 50 Watts [Quoi ?]. Les émetteurs étaient de fabrication française (Télécommunications Radioélectriques et Téléphoniques - TRT -) de type OZ 305. La radio employait un directeur des programmes, des professionnels de la radio, engagés et appelés américains, mais aussi des opérateurs studio, des archivistes, des secrétaires et des techniciens de maintenance français. Les programmes étaient distribués depuis AFN Orléans par des transmetteurs. AFN France a été démantelée en 1967.

### Journaux
Les militaires américains disposaient de l'édition européenne de Stars and Stripes ou de l'Airman et de journaux américains locaux ou de garnison comme le Orleans Item, le Phalsbourg Falcon, la Chaumont Gazette, le La Rochelle Sea Seasider, le Chambley Sabre, le Combat Cargo à Evreux, la Laon Sentinel ou le Com-Z cadence, le journal des forces armées américaines en France (US Army Communications Zone).